# C-8 (航空機)

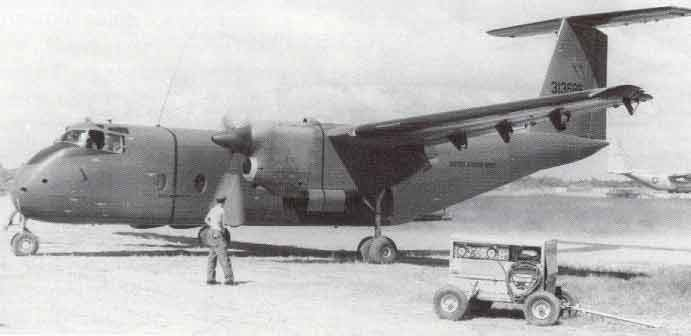
C-8A

C-8は、STOL輸送機C-7の後継として開発されたアメリカ空軍の輸送機で、デ・ハビランド・カナダ DHC-5 バッファローの原型となった機体である。初飛行は1964年4月9日。CV-7Aとして4機が製造され、ベトナム戦争における実戦で評価試験が行われたが、不採用となった。1967年に陸軍から空軍に移管されてC-8Aと改称された。

## 概要
C-7カリブー（デ・ハビランド・カナダ DHC-4）は有用な前線輸送機だったが、発動機が1,450馬力のレシプロエンジン2基であるため、出力不足のうえにジェット化の進む中で燃料の供給にも支障があり、運用上大きな問題となっていた。アメリカ陸軍が1962年5月にC-7（当時はCV-2）の後継を公募したところ、25社から応募があったが結局CV-2（DHC-4）をターボプロップ化して機体にも改修を加えたDHC-5が採用されCV-7となった。
CV-2とCV-7の大きな相違はエンジンがターボプロップ化されて出力が一気に2倍になったことと、水平尾翼が垂直尾翼の上端に移されてT字型になったことである。前者はペイロードを1.5倍以上にし、後者はCV-2の低速時の操縦性の不安定さの解消につながった。「ヘリコプターより遅い」とされた速度も改善された。
高性能化を成し遂げたCV-7だったが、この時期になるとヘリコプターが大型・高性能化してきており、また戦術輸送機にもC-123のように400m程度の滑走距離で離着陸できるものが現れ、もともと「すき間」的な存在であったSTOL輸送機には居場所がなくなっていた。CV-7はベトナムの戦場に送られて実戦評価が行われ、成績は優秀だったが、結局CV-7（C-8）としては実戦評価用の4機のみで生産は中止された。COIN機への転身も検討されたが実現しなかった。
しかし、DHC-5自体はカナダ空軍に採用されたの皮切りに世界各地へ輸出され、一時期生産を中止していた時期こそあったものの1980年代後半まで生産される成功作となった。

## 生産機
- CV-7A / C-8A：4機。シリアル63-13686～13689

## 研究用途

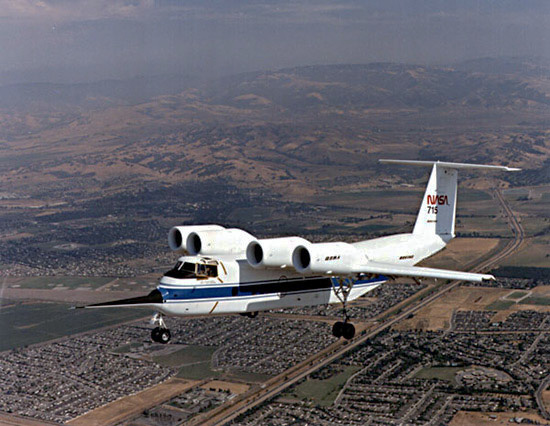
NASA/ボーイング QSRA

C-8Aはその後、NASAに引き取られてSTOL飛行の研究に用いられた。1970年代後半には静粛短距離離着陸研究機(QSRA)として、ボーイング社の協力の下USB方式の新しい主翼と、4基のライカミング製YF102ターボファンエンジンが装備された。この機体は高いSTOL性能を発揮し、空母キティホークにも着艦フックなしで着艦することができた。

## 要目
- 全幅：29.26 m
- 全長：23.56 m
- 全高：8.75 m
- 翼面積：86.9 m2
- 自重：10,600 kg
- 離陸総重量：17,237 kg
- 高速巡航速度：430 km/h=M0.35（高度3,050 m）
- 巡航速度：341 km/h=M0.28（高度3,050 m）
- エンジン：GE T64-GE-10（2,850ehp）2基
- 最大燃料航続距離：3,260 km
- 最大搭載航続距離：833 km
- 離陸距離：373 m
- 着陸距離：320 m
- ペイロード：4,820 kg。兵員41席
- 乗員：3名

## 参考図書
- 『現代アメリカ軍用機』（酣燈社、「航空情報」1966年11月号増刊）
- "United States Military Aircraft since 1909" , Gordon Swanborough & Peter M. Bowers , PUTNUM , 1989